# 발토 (영화)
《발토》(영어: Balto)는 1995년 개봉한 미국의 실사 애니메이션 모험 영화로, 유니버설 스튜디오에서 배급하였다. 이 영화는 1925년 알래스카주 놈에서 발생한 디프테리아 백신을 운반하기 위한 개썰매 경주와 실제로 존재했던 개 발토의 실화를 바탕으로 제작되었다. 실사 부분은 센트럴 파크에서 촬영되었다.
개봉 당시에는 비슷한 시기에 공개된 《토이 스토리》(1995)에 밀려 극장가에서 실망스러운 성적을 냈으나 이후 가정용 비디오 시장에서 성공하여 속편 비디오 영화 《발토 2》(2002), 《발토 3: 희망의 날개를 찾아서》(2005, Balto III: Wings of Change)가 나왔다.

## 출연

### 목소리
- 케빈 베이컨
- 밥 호스킨스
- 브리짓 폰다
- 짐 커밍스
- 필 콜린스
- 샌드라 디킨슨

### 실사
- 미리엄 마걸리스
- 개릭 헤이건